# Isartalstraße
Die Isartalstraße ist eine Innerortsstraße in den Stadtbezirken Ludwigsvorstadt-Isarvorstadt (Nr. 2) und Sendling (Nr. 6) von München.

## Verlauf

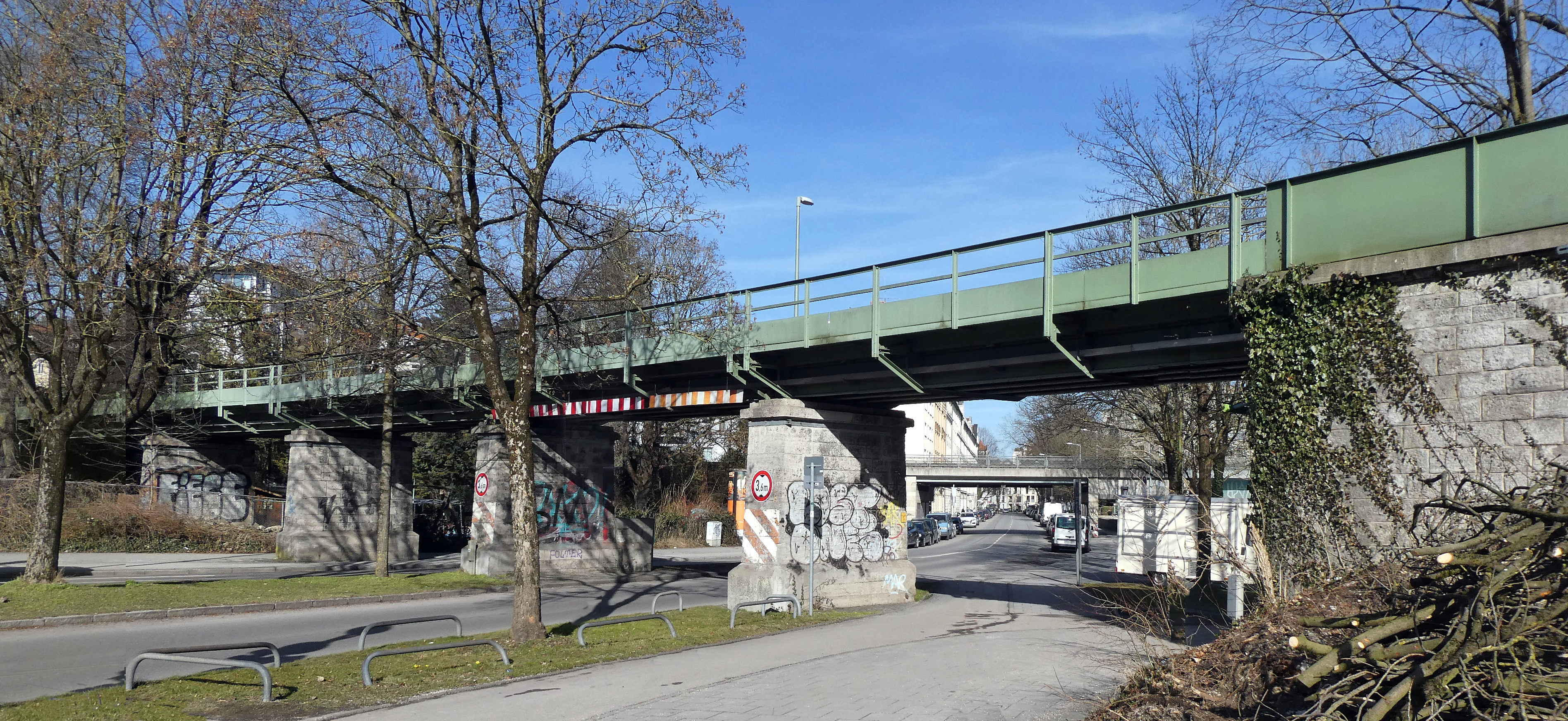
Brücke der ehemaligen Isartalbahn

Die Straße führt, ab der Einmündung der Auenstraße als Teil der in den 1960er Jahren geplanten, aber nur in ihrem Nordteil (Ifflandstraße) tatsächlich ausgebauten Isarparallele, parallel zum offen verlaufenden Westermühlbach durch das Dreimühlenviertel (geschütztes Ensemble (E-1-62-000-87)) nach Süden zum Roecklplatz, ändert dort ihre Richtung nach Südwesten und führt schließlich unter der Bahnstrecke des Münchner Südrings, die mit der Braunauer Eisenbahnbrücke knapp östlich die Isar überquert, und der Brücke der ehemaligen Isartalbahn zur Lagerhausstraße; die Fortsetzung bildet die Schäftlarnstraße, an der der erhaltene Bau des Isartalbahnhofs liegt.

## Geschichte und Namensgeber
Die Straße setzte sich bis in die 1960er Jahre, wie aus zeitgenössischen Stadtplänen zu entnehmen ist, östlich der damaligen, inzwischen aufgelassenen Isartalbahn und parallel zur Schäftlarnstraße entlang des Großen Stadtbachs und des Isar-Werkkanals bis zum Thalkirchner Platz fort. Teile dieses Straßenverlaufs sind noch als Hans-Preißinger-Straße und als Straße mit dem Namen Am Isarkanal vorhanden. Die im Jahr 1900 benannte Straße trägt ihren Namen nach dem Tal des Flusses Isar. Die großen Gewerbebauten (Rodenstock, Roeckl-Schloss) sind verschwunden.

## Öffentlicher Verkehr
Zum Isartalbahnhof fuhr die bereits in den 1960er Jahren eingestellte Straßenbahnlinie 10, die jedoch die Trasse Thalkirchner Straße/Lagerhausstraße nutzte. Derzeit verkehrt auf einem Teil der Trasse die Metrobuslinie 62.

## Denkmalgeschützte Gebäude
- Nr. 6/8: Kreszentiastift (Altersheim), barockisierender Gruppenbau mit Dachreiter, 1914–15 von Hans Steiner, 1929 südlich erweitert durch Franz Sommersberger; im Rückgebäude Kapelle von 1886/1933 (Denkmalliste D-1-62-000-2978)
- Nr. 10: Mietshaus, Jugendstil, mit Putz- und Stuckdekor, 1902 (Denkmalliste D-1-62-000-2979)
- Nr. 16: Mietshaus, neubarock mit Putzgliederung, 1901 von Andreas Aigner (Denkmalliste D-1-62-000-2980)
- Nr. 18: Mietshaus, Neurenaissance, 1891 von Heinrich Hilgert; Gruppe mit den ähnlichen Häusern Nr. 20 und 22 (Denkmalliste D-1-62-000-2981)
- Nr. 20: Mietshaus, Neurenaissance, 1891 von Heinrich Hilgert; Rückgebäude, ehemaliges Stallgebäude, zweigeschossiger Blankziegelbau von 1883 mit Fachwerkkniestock; Gruppe mit den ähnlichen Häusern Nr. 18 und 22 (Denkmalliste D-1-62-000-2982)
- Nr. 22: Mietshaus, Neurenaissance, 1891 von Heinrich Hilgert; Gruppe mit den ähnlichen Häusern Nr. 18 und 20 (Denkmalliste D-1-62-000-2983)
- Nr. 24: Mietshaus, Neurenaissance, 1897 von Rosa Barbist (Denkmalliste D-1-62-000-2984)
- Nr. 26: Mietshaus, neubarock, 1899–1900 von Georg Müller; Teil einer monumentalen Baugruppe mit Roecklplatz 3 und Ehrengutstraße 20 (Denkmalliste D-1-62-000-2985)
- Nr. 28: Mietshaus, neubarock, 1900; Gruppe mit Nr. 30 und 32 (Denkmalliste D-1-62-000-2986)
- Nr. 30: Mietshaus, neubarock, 1900 von Georg Müller; bildet den Mittelrisalit einer Baugruppe mit Nr. 28 und 32 (Denkmalliste D-1-62-000-2987)
- Nr. 32: Mietshaus, neubarock, 1905 von Georg Müller; Gruppe mit Nr. 28 und 30 (Denkmalliste D-1-62-000-2988)
- Nr. 34: Mietshaus, neubarock, 1906 von Emil Kaltenthaler und Ludwig Dinglreiter; Teil einer reich gegliederten Baugruppe mit Nr. 36 und 38 (Denkmalliste D-1-62-000-2989)
- Nr. 36: in der aktuellen Denkmalliste nicht enthalten
- Nr. 38: Mietshaus, neubarock, 1906 von Emil Kaltenthaler und Ludwig Dinglreiter; Teil einer reich gegliederten Baugruppe mit Nr. 34 und 36 (Denkmalliste D-1-62-000-2991)
- Nr. 42: Mietshaus, neubarock, um 1905; risalitartig betonter Mittelbau einer Baugruppe, die auch die Nr. 44 und ehemals Nr. 40 (jetzt Neubau) umfasste (Denkmalliste D-1-62-000-2992)
- Nr. 44: Mietshaus, neubarock, um 1905; Gruppe mit Nr. 42 (Denkmalliste D-1-62-000-2993)

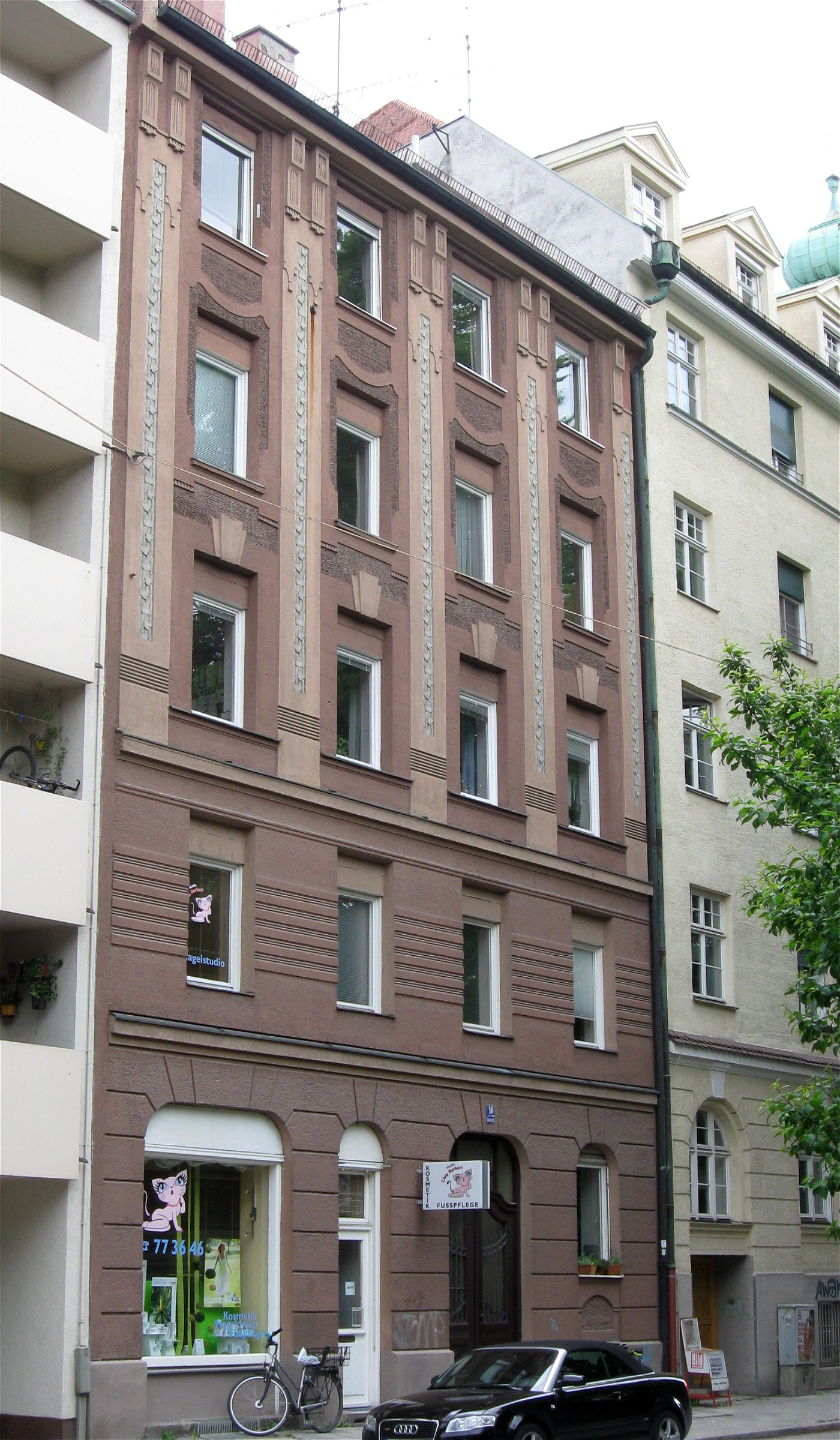
Isartalstraße 10
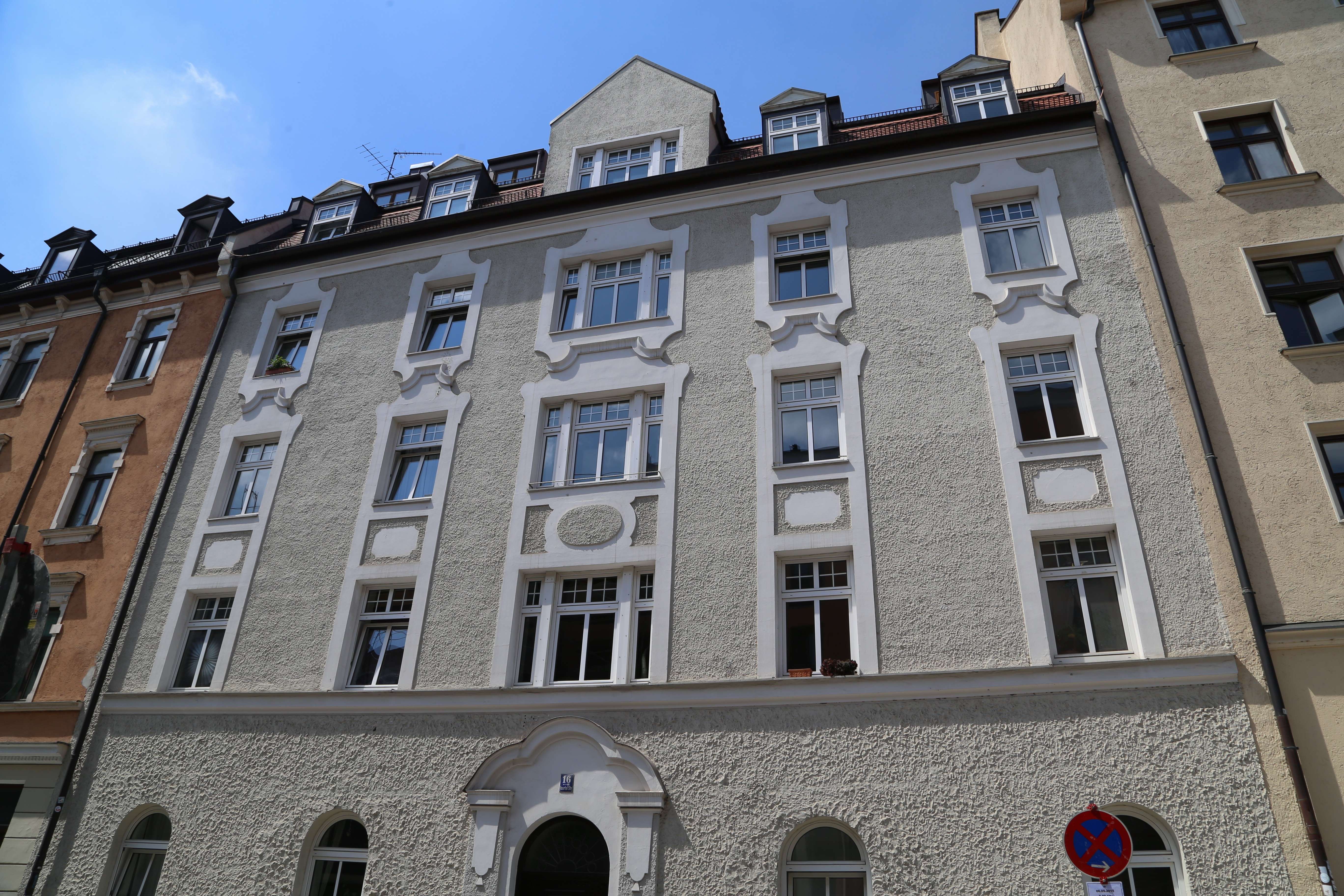
Isartalstraße 16
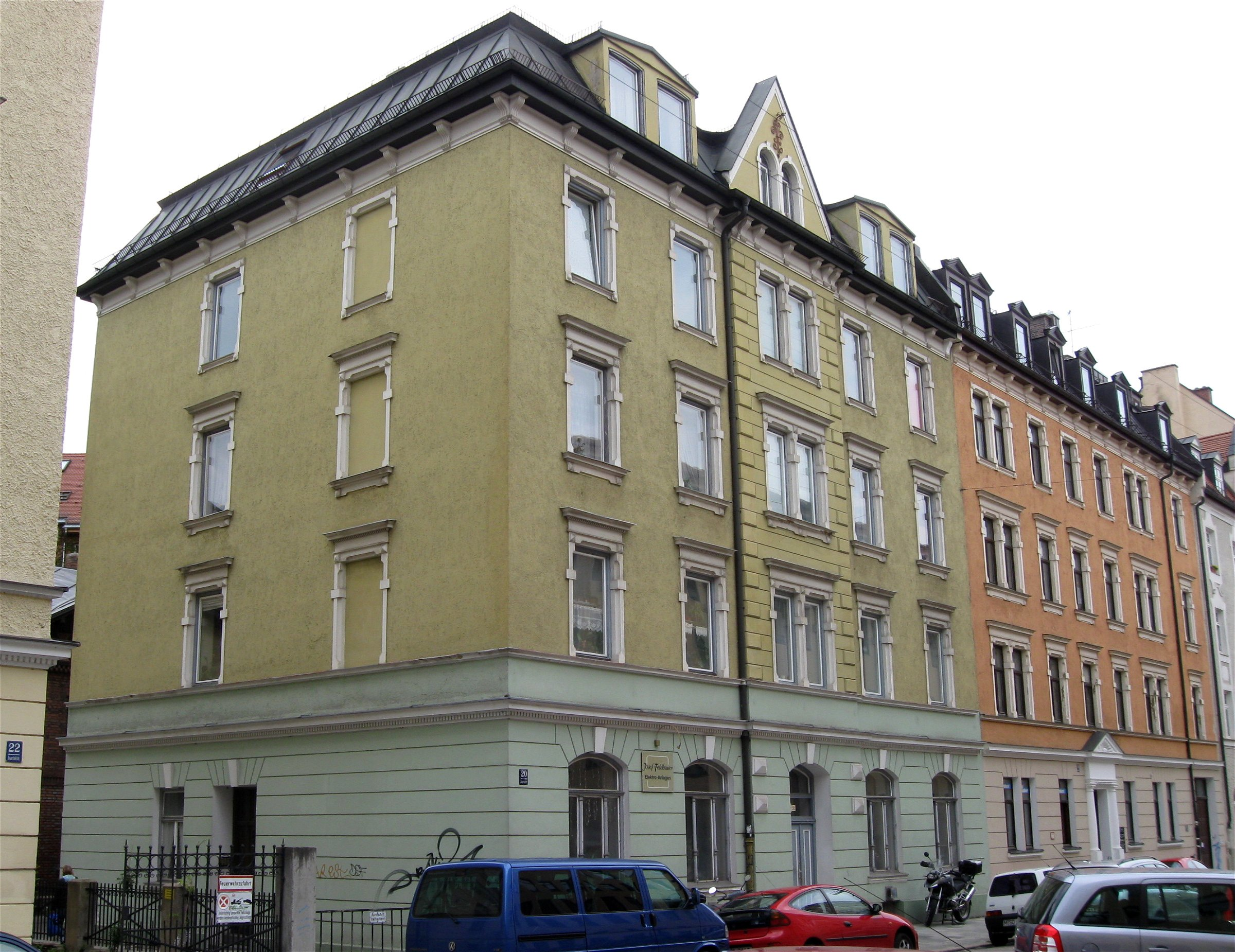
Isartalstraße 20
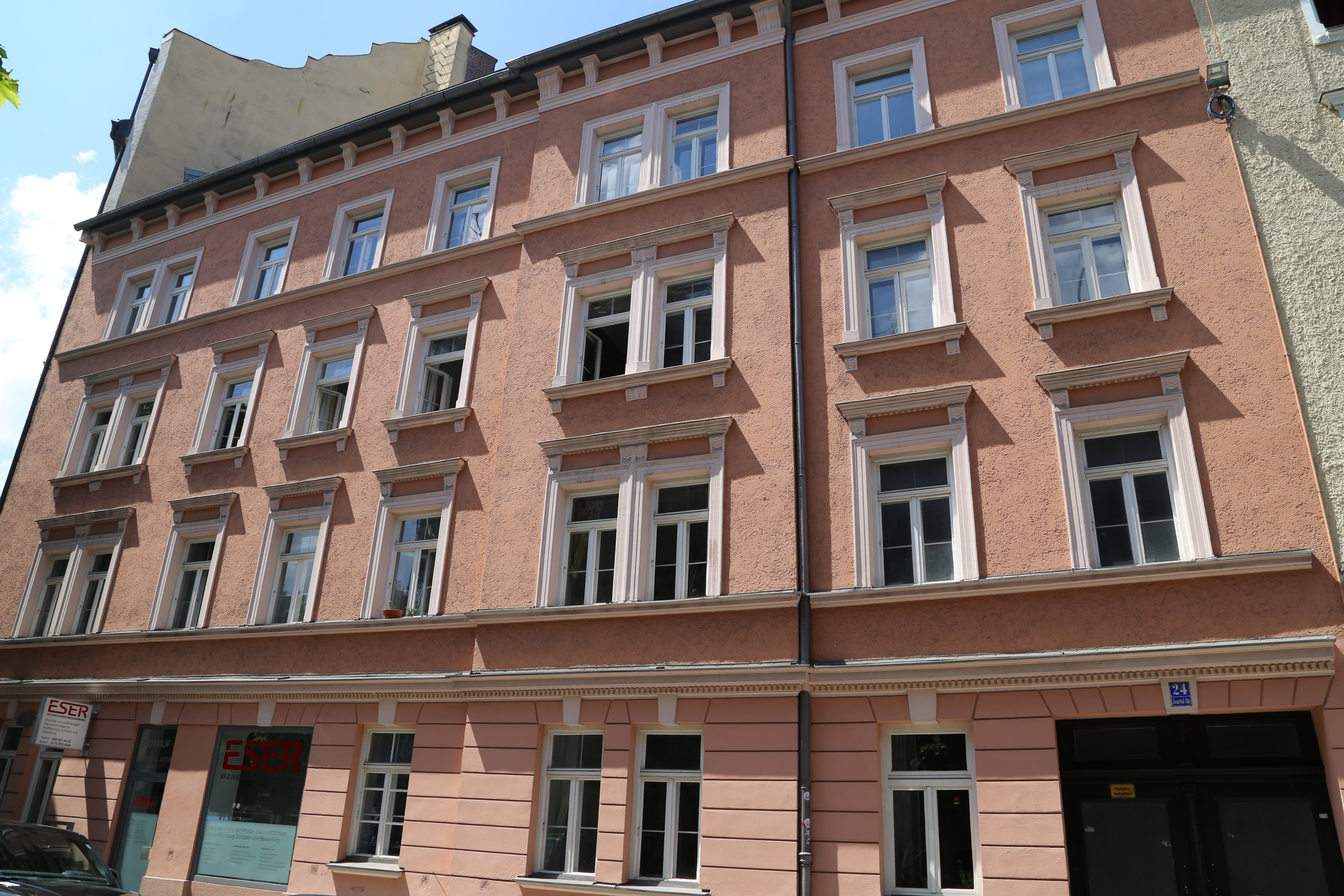
Isartalstraße 24
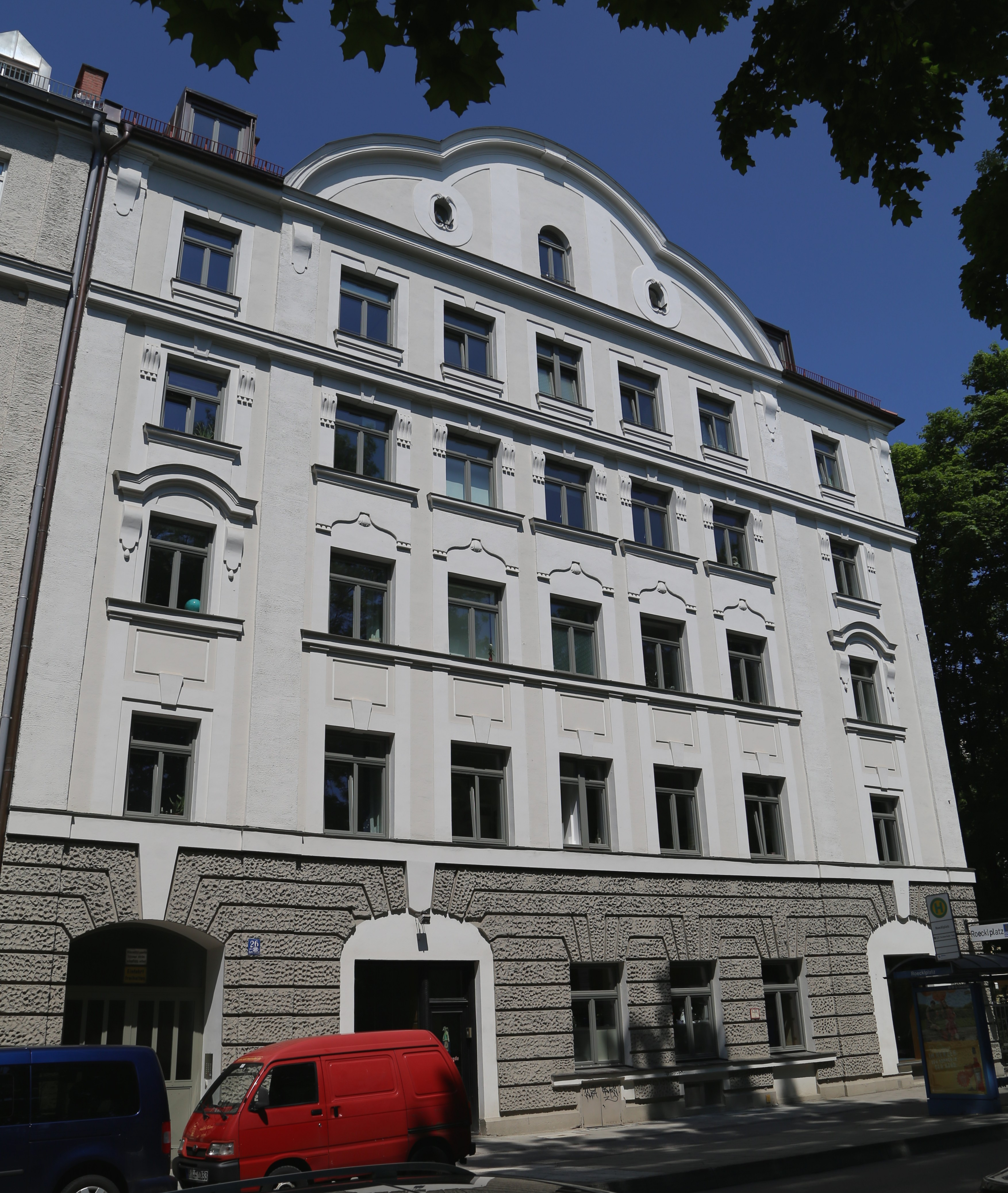
Isartalstraße 26
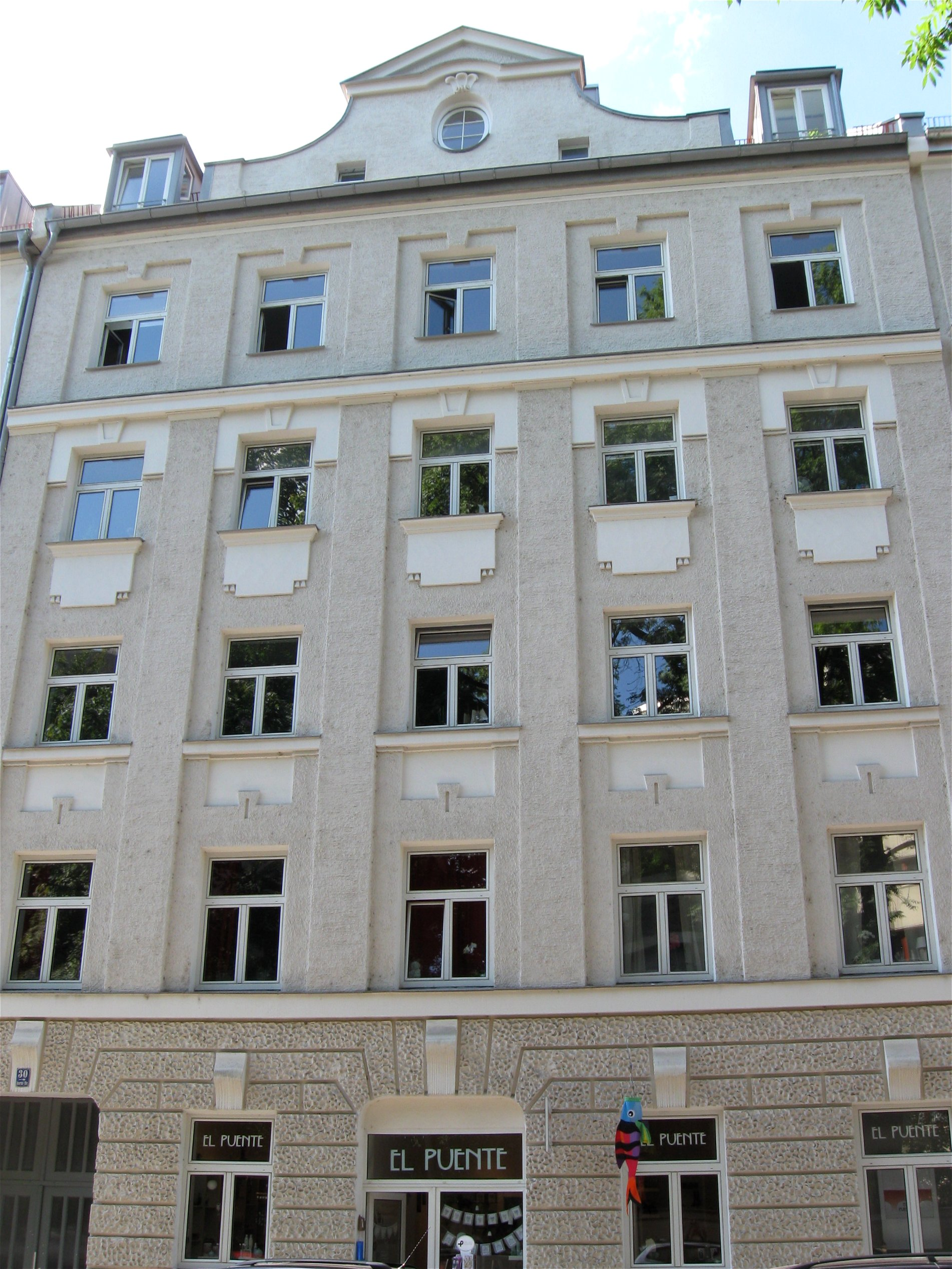
Isartalstraße 30
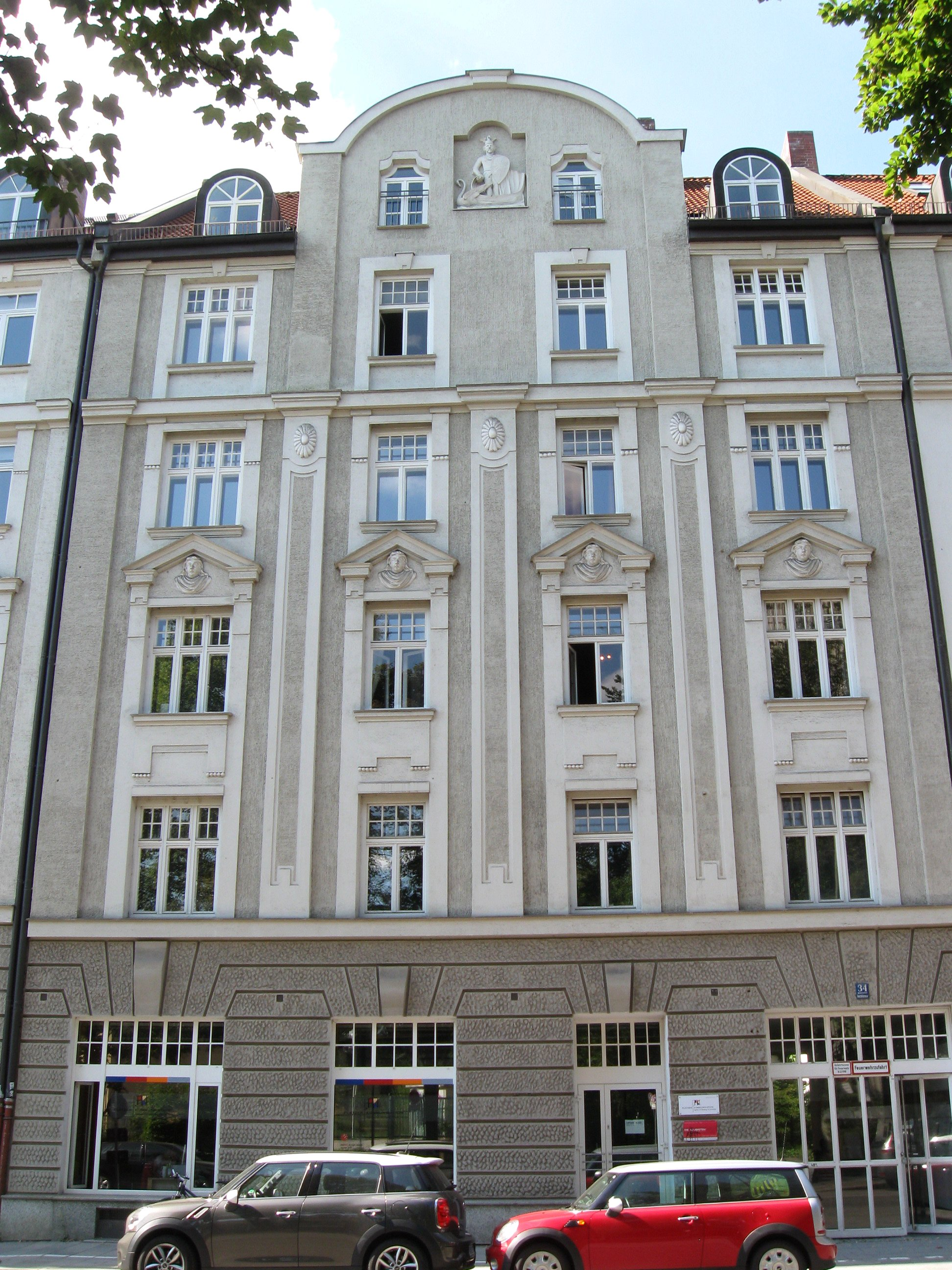
Isartalstraße 34
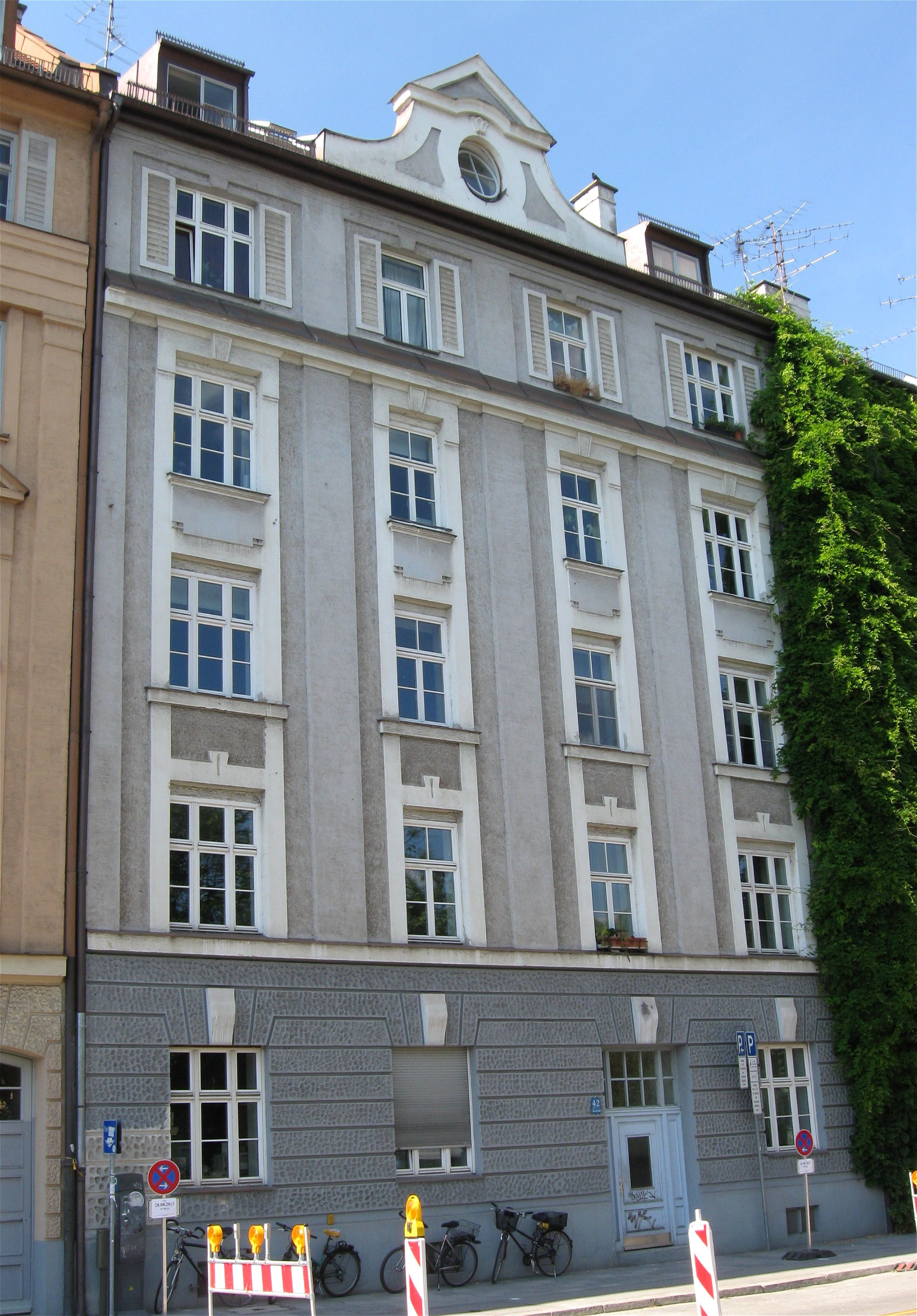
Isartalstraße 42

## Ehemalige Gewerbekomplexe

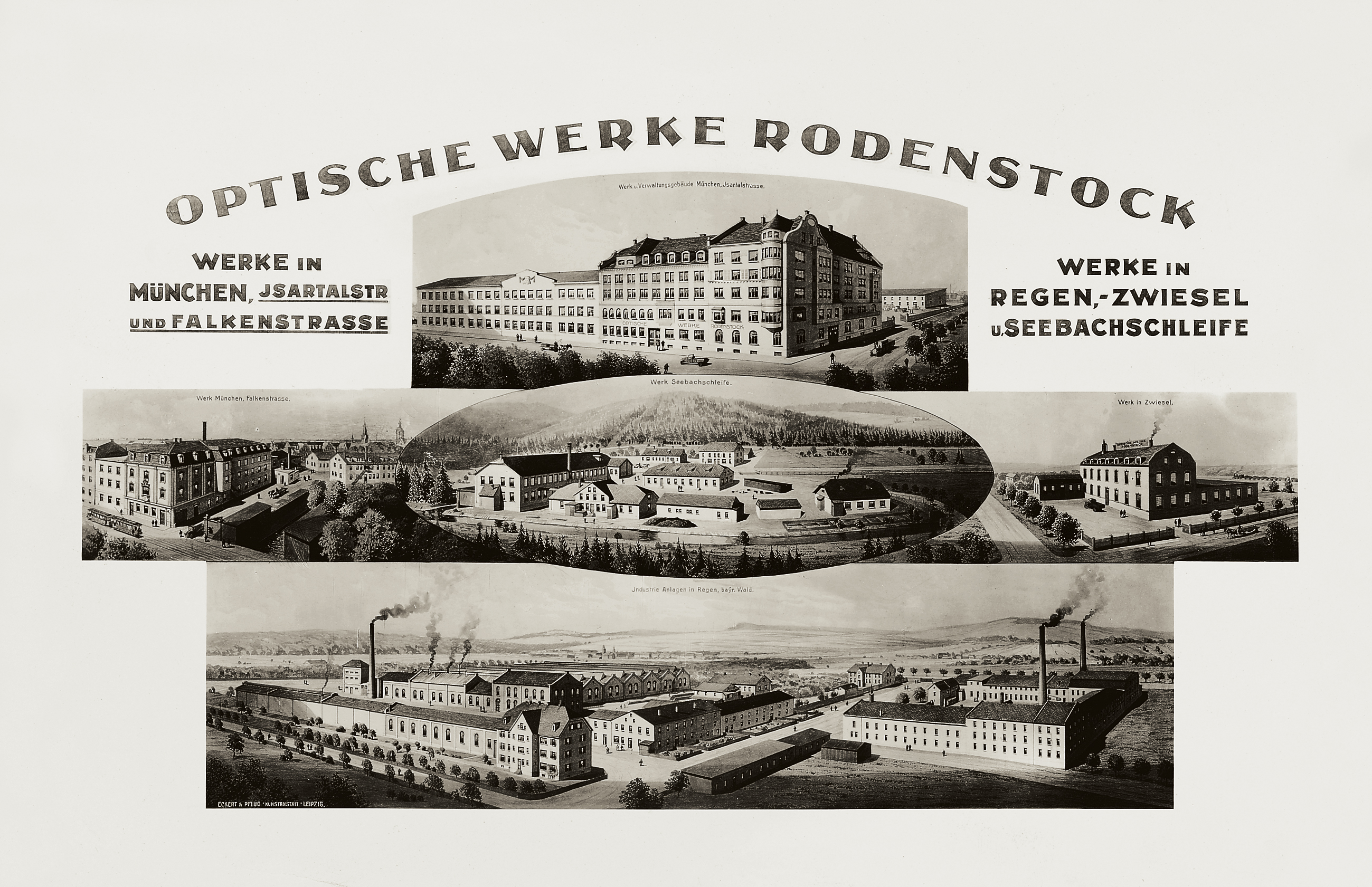
Optische Werke G. Rodenstock (1928)

- Optische Werke G. Rodenstock, Produktionsstätte 2012 abgebrochen.
- Handschuhfabrik Roeckl an der Isartalstraße (heutiger Roecklplatz), als Roeckl-Schloss populär. Das Gebäude wurde im Zweiten Weltkrieg beschädigt und 1971 bis auf einen denkmalgeschützten Teil der Mauer um das ehemalige Fabrikgelände abgebrochen.

## Brunnen

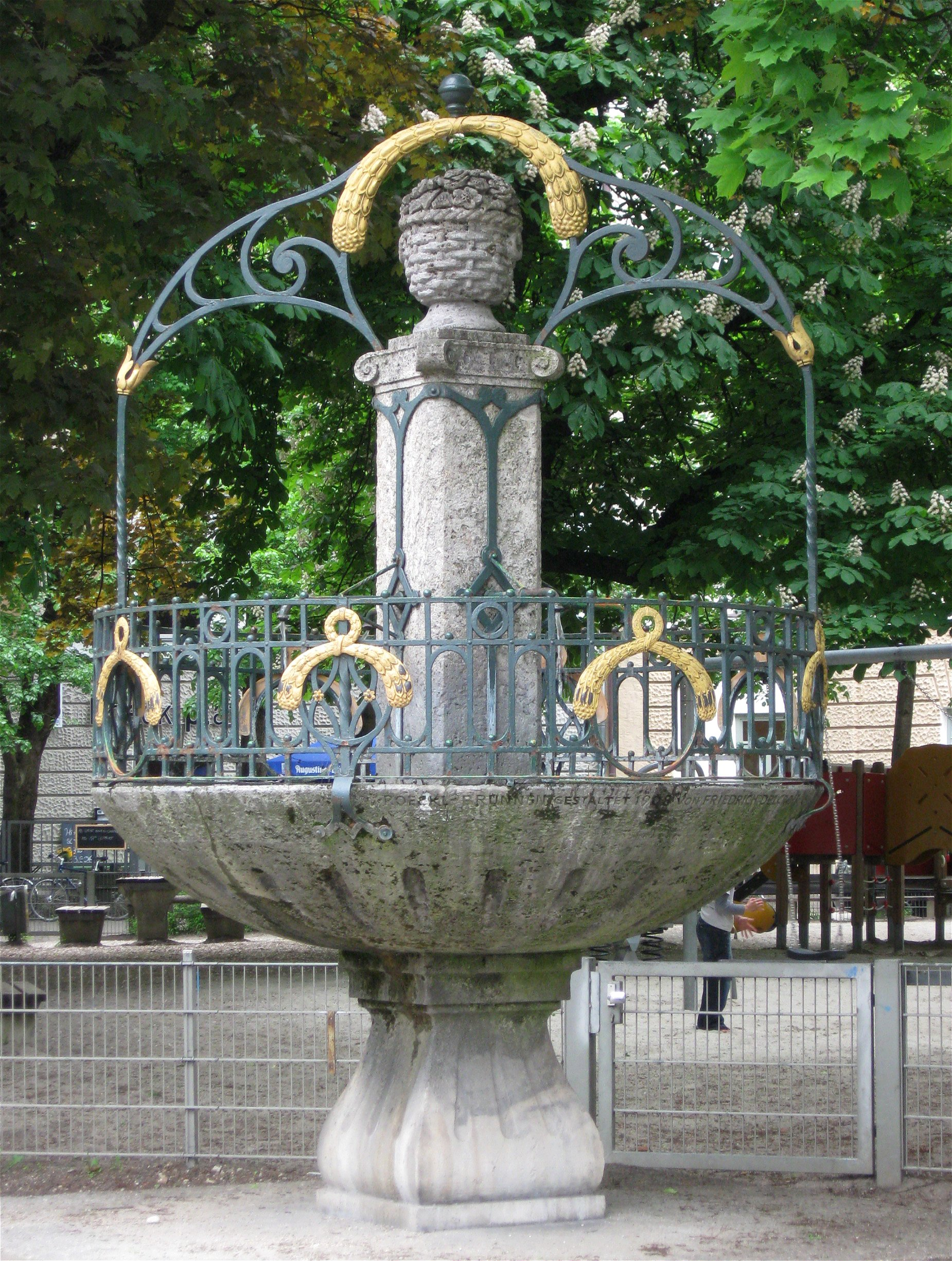
Roecklbrunnen

- Roecklbrunnen, 1908 von Heinrich Roeckl gestifteter, von Friedrich Delcroix entworfener Schalenbrunnen an der Ecke zur Ehrengutstraße (Denkmalliste D-1-62-000-5864).